# Королевство Великобритания
Короле́вство Великобрита́ния (англ. Kingdom of Great Britain), официально Великобритания (англ. Great Britain)  — государство, располагавшееся в Западной Европе и образовавшееся в результате слияния королевств Шотландии и Англии согласно Акту об унии 1707 года. Именовалось так с 1707 по 1800 год. Метрополия Британской империи.
Два бывших королевства ранее находились в состоянии личной унии, начиная с короля Якова VI Шотландского, ставшего королём Яковом I Английским в 1603 году. Однако на протяжении 1603—1707 годов Англия и Шотландия имели различные парламенты и правительства. После одобрения Акта об Унии обоими парламентами, в мае 1707 года шотландский парламент был распущен, и страной управляли новые единые парламент и правительство, расположенные в Вестминстере, Лондон. В объединённый парламент вошли 16 пэров и 45 представителей палаты общин от Шотландии.
Первые годы существования объединённого королевства были отмечены восстаниями якобитов, которые окончились поражением Стюартов в битве при Каллодене в 1746 году. Позднее — в 1763 году — победа в семилетней войне привела к полному владычеству Британской империи, более чем на век сделавшейся мировой державой, которой предстояло стать крупнейшей империей в истории.
С 1 января 1801 года в результате объединения с Ирландией Великобритания была преобразована в Соединённое королевство Великобритании и Ирландии.

## Название
Акт об унии 1707 года гласит, что королевства Англии и Шотландии "соединяются в одно королевство под названием Великобритания" (англ. "United into One Kingdom by the Name of Great Britain")   — таким образом официальное название королевства с 1707 по 1800 годы было просто Великобритания , хотя в современной литературе иногда используется термин Соединённое королевство Великобритании .

## Политическая структура
Королевства Англия и Шотландия, существовавшие с IX века (включая Уэльс, вошедший в состав Англии в XVI веке), были отдельными государствами до 1707 года. Однако в 1603 году они были связаны личной унией, когда король Шотландии Яков VI унаследовал престол своей родственницы Елизаветы I и стал Королем Англии под именем Якова I. Союз корон с династией Стюартов во главе означал, что вся территория острова Великобритания оказалась под властью одного монарха, который владея престолом Англии, также правил Королевством Ирландия. Каждое из трех королевств сохраняло свою собственную парламентскую систему и местные законы.

## Правление Анны Стюарт (1707—1714)

### Внутренняя политика
В правление Анны дальнейшее развитие получила двухпартийная система. В целом тори поддерживали англиканскую церковь и «земельный интерес» дворянства, а виги — коммерцию и протестантских диссентеров. Будучи убежденной англиканкой, Анна больше склонялась к тори. Члены её первого кабинета министров принадлежали в основном к этой партии: это были такие высокие тори, как Даниель Финч, 2-й граф Ноттингем и дядя Анны Лоуренс Хайд, 1-й граф Рочестер. Кабинет возглавили лорд-казначей граф Годольфин, герцог Мальборо (которые были умеренными консерваторами) и спикер палаты общин Роберт Харли.
В 1706 году Годольфин и Мальборо вынудили Анну назначить лорда Сандерленда, члена «хунты вигов» и зятя Мальборо, государственным секретарём Южного департамента. Это укрепило позиции министерства в парламенте, но ухудшило отношения министерства и королевы; недовольство Анны Годольфином и её бывшей фавориткой герцогиней Мальборо выросло, так как они поддерживали Сандерленда и других вигов, желавших занять свободные государственные и церковные должности. Королева обратилась за советами к Харли, который был не в ладах с Мальборо. Она также сблизилась с придворной дамой Абигейл Хилл (после замужества Мэшем), и чем хуже становились отношения Анны с Сарой, тем больше влияния приобретала новая фаворитка королевы. Абигейл общалась и с Харли, и с герцогиней; будучи по политическим убеждениям близкой к Харли, она выступала посредницей между ним и королевой.
Разрыв в министерстве перешёл в открытый конфликт 8 февраля 1708 года, когда Годольфин и Мальборо заявили, что королева должна сместить Харли или в дальнейшем обходиться без их услуг. Анна колебалась, и Мальборо и Годольфин отказались присутствовать на встрече кабинета. Харли попытался заняться делами без них, но некоторые из присутствовавших, включая герцога Сомерсета, отказались что-либо делать, пока те не вернутся. Королева была вынуждена уволить Харли.
В следующем месяце единокровный брат Анны Джеймс Фрэнсис Эдуард Стюарт, католик, попытался высадиться в Шотландии. Он собирался захватить трон; поддерживала его в этой авантюре Франция. Анна задержала выдачу королевской санкции на Билль о шотландской милиции, так как та могла примкнуть к якобитам. Она была последним правителем Британии, наложившим вето на парламентский билль, хотя недовольных комментариев на эти действия практически не поступило. Флот так и не подошёл к земле и был отогнан британскими судами под командованием Джорджа Бинга. Из-за страха перед якобитским вторжением упала поддержка тори, и на всеобщих выборах 1708 года виги получили большинство голосов.
Герцогиня Мальборо рассердилась, когда Абигейл заняла комнаты в Кенсингтонском дворе, которые Сара считала своими, хотя редко использовала их. В июле 1708 года герцогиня обратила внимание на стихотворение, написанное каким-то пропагандистом вигов, возможно, Артуром Майнворингом. Стихотворение намекало на лесбийские отношения между Анной и Абигейл. Герцогиня написала Анне, что её репутации серьёзно вредит «большая страсть к такой женщине… странная и непонятная». Сара считала, что Абигейл занимает слишком высокое положение: «Я никогда не считала её образование достаточным, чтобы составлять достойную компанию великой королеве. Многим людям нравился юмор их горничных, и они были очень добры к ним, но очень необычно вести с ними частную переписку и иметь близкую дружбу». Некоторые современные авторы заключают, что Анна была лесбиянкой, но большинство отвергают эту точку зрения. По мнению биографов Анны, Абигейл для неё была лишь преданной служанкой, тем более что Мэшем имела традиционные нравы и была всецело верна своему мужу.
Анна не надела присланные Сарой драгоценности на благодарственную службу по случаю победы в битве при Ауденарде. В дверях Собора Святого Павла они поспорили, и Сара сказала королеве замолчать. Анна была потрясена. Когда Сара отправляла Анне письмо от своего мужа, не связанное с ссорой, то приложила записку, продолжив спор. Анна ответила: «После того как в День благодарения Вы приказали мне не отвечать Вам, я не должна беспокоить Вас этими строчками, но вернуть письмо герцога Мальборо в Ваши руки, где оно будет в безопасности, и по той же причине не говорю ничего ни о нём, ни о Вашем приложении».
Росло общественное недовольство войной за испанское наследство, из-за чего виги становились всё менее популярны.

### Внешняя политика
При Анне Великобритания участвовала в Войне за испанское наследство. Импичмент Генри Сашеверелла, тори из англиканской Высокой церкви, произносившего проповеди, направленные против вигов, привёл к обострению общественного недовольства. Анна считала, что Сашеверелл должен быть наказан за сомнения в «Славной революции», но что наказание должно быть мягким для предотвращения эскалации конфликта. В Лондоне вспыхнули массовые беспорядки в поддержку Сашеверелла, но из войск была доступна только личная гвардия Анны, и государственный секретарь Сандерленд боялся использовать их, оставив королеву слабо защищённой. Анна провозгласила, что её защитником будет Бог, и приказала Сандерленду перевести полки. В соответствии с мнением Анны, Сашеверелл был осуждён, но приговор — запрет на проповедование в течение трёх лет — был очень мягок.

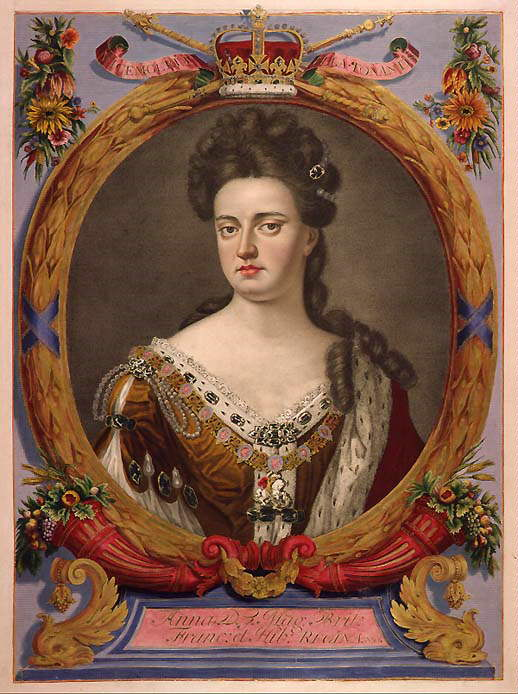
Раскрашенная гравюра Анны из атласа по заказу Августа Саксонского, 1706—1710 года

Королева, недовольство которой Мальборо и его министерством росло, в июне 1710 года воспользовалась возможностью отправить в отставку Сандерленда. В августе за ним последовал Годольфин. Члены «хунты вигов» были отстранены от должностей, хотя Мальборо всё ещё оставался главнокомандующим армии. Она собрала новое министерство во главе с Харли, которое приступило к поиску мира с Францией. Харли и его министерство, в отличие от вигов, были готовы пойти на компромисс: трон Испании занимает бурбонский претендент Филипп Анжуйский в обмен на коммерческие уступки. На вскоре последовавших парламентских выборах тори получили большинство голосов. В январе 1711 года Анна вынудила Сару уйти с должностей при дворе, некоторые из которых заняла Абигейл. В марте французский беженец маркиз де Жискар попытался убить Харли, и Анна расплакалась при мысли, что он может умереть. Он поправился, но медленно.
Старший брат эрцгерцога Карла император Иосиф I умер в апреле 1711 года, и Карл унаследовал власть над Венгрией и Священной Римской империей, включая Австрийский Престол. В интересы Британии не входило отдать ему ещё и испанский трон, но виги выступили против мирного договора, предложенного парламенту на ратификацию, поскольку не хотели увеличения влияния Бурбонов. В Палате общин большинство тори было согласно с условиями, но не так обстояло дело в Палате лордов. Виги заручились поддержкой графа Ноттингема, пообещав поддержать его билль о «временном согласии». Были необходимы немедленные действия по лишению вигов большинства в Палате лордов. Не имея альтернативы, Анна присвоила 12 званий пэров. Мужу Абигейл Сэмюэлу Мэшему был присвоен титул барона. В истории не было случаев, когда одновременно было присвоено столько титулов, дающих право на звание пэра. В тот же день Мальборо был лишён должности командующего армии. Мирный договор был ратифицирован и британское военное участие в войне за испанское наследство завершилось.
Подписав Утрехтский мир, король Людовик XIV признал, что трон Великобритании наследуют Ганноверы. Тем не менее, не прекратились слухи, что Анна и её министры хотят, чтобы трон занял её единокровный брат, хотя Анна отрицала это в публичном и частном порядке. Слухи подкреплялись тем, что она отказывала Ганноверам, которые хотели посетить или переехать в Англию, и интригами Харли и государственного секретаря лорда Болингброка, которые самостоятельно вели секретные переговоры с её единокровным братом о возможной реставрации Стюартов.

## ПравлениеГеорга I(1714—1727)

### Якобитский вопрос
В 1715 году в Англии вспыхнуло восстание якобитов, желавших видеть на престоле брата покойной Анны, католика Якова (Джеймса) Стюарта. Правящие круги Британии не любили короля-немца, но всё же не хотели, чтобы трон занимал профранцузский Стюарт. Вскоре восстание было подавлено.
Когда невеста Якова Мария Клементина направлялась на свадьбу в Рим через Германию, император Священной Римской империи арестовал её. Это он сделал, чтобы успокоить короля Георга I, опасавшегося, что потомство Якова, которое может быть рождено в этом браке, и в будущем продолжит претензии Стюартов на британский престол.

### На закате дней
В 1717 году Георг активно участвует в создании антииспанского Тройственного союза Британии, Франции и Нидерландов. Внутренними делами Великобритании Георг Ганноверский мало интересовался — вся полнота власти сосредоточилась в руках кабинета министров, который с 1721 года возглавлялся Робертом Уолполом; Уолпола, самого могущественного человека своего времени, в историографии принято считать первым премьером Великобритании. В дальнейшем Георг все чаще навещал родную Германию, которая всегда оставалась ближе его душе, чем Великобритания. По пути в Ганновер он и скончался. Был там же захоронен в Княжеской усыпальнице Лейнского дворца, в 1957 году прах был перенесен в Мавзолей Вельфов. Ему наследовал старший сын, Георг II.

## Правление Георга II (1727—1760)

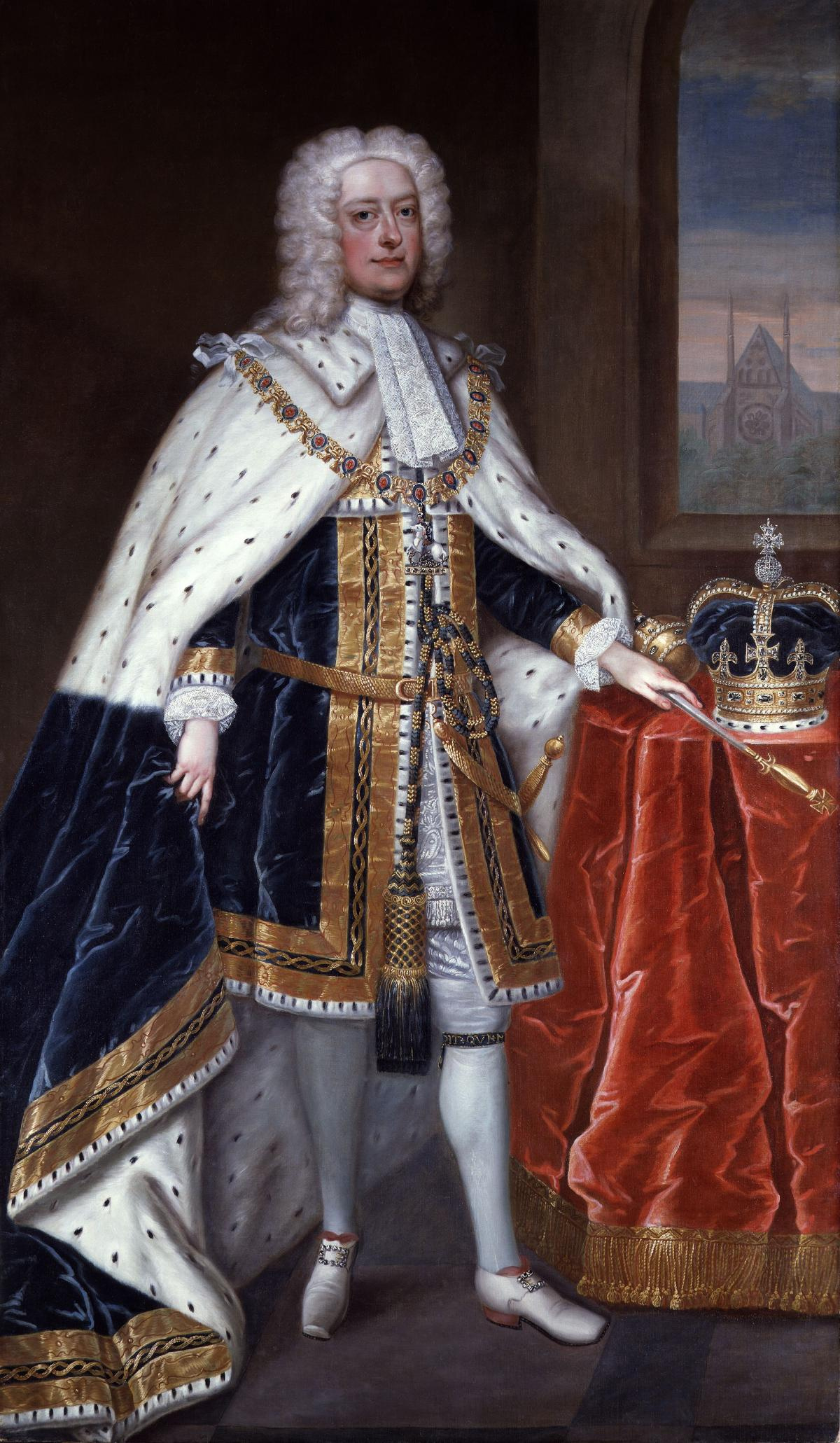
Георг II около 1727 года, портрет работы Чарльза Джерваса

Георг I умер 11 (22) июня 1727 года во время одного из своих визитов в Ганновер, и Георг II стал королём и курфюрстом в возрасте 43 лет. Новый король решил не ехать в Германию на похороны отца, что было воспринято англичанами с одобрением — это посчитали доказательством его любви к Англии. Он не последовал воле отца, который пытался расколоть престолонаследие Ганноверской династии между будущими внуками Георга II, а не объединить все титулы (как британские, так и ганноверские) в одном лице. Британские и Ганноверские министры посчитали пренебрежение королевской волей незаконным, так как у Георга не было права определять преемственность лично. Критики предположили, что Георг II отверг последнюю королевскую волю, чтобы не платить по долгам отца.
Георг II был коронован в Вестминстерском аббатстве 11 (22) октября 1727 года. Композитору Георгу Фридриху Генделю было поручено написать четыре новых гимна для коронации, в числе которых был гимн Садок-Священник.

### Внутренняя политика
Многие считали, что Георг отправит в отставку Уолпола из-за его роли в улаживании отношений с отцом, заменив его сэром Спенсером Комптоном. Георг попросил Комптона, а не Уолпола, написать свою первую речь в качестве короля, но Комптон привлек Уолпола к этому проекту. Каролина посоветовала Георгу сохранить Уолпола, который обеспечивал большой объём цивильного листа — в размере £ 800 000 в год. Уолпол руководил значительным большинством в парламенте, и у Георга, фактически, не было иного выбора кроме как сохранить его, иначе мог разразиться правительственный кризис. В следующем году Комптону был дарован титул графа Уилмингтон.
Уолпол руководил внутренней политикой, а после отставки мужа его сестры Таунсенда в 1730 году также стал контролировать внешнюю политику Георга. Историки обычно считают, что Георг играл в Великобритании почетную роль, и внимательно следил за консультациями Уолпола и других высокопоставленных министров, которые и принимали основные решения. В апреле 1733 года Уолпол отозвал непопулярный акцизный законопроект, против которого собралась сильная оппозиция, в том числе и внутри его собственной партии. Георг оказал поддержку Уолполу, увольняя противников законопроекта с придворных должностей.
Принц Фредерик вновь активно поддерживал оппозицию на британских всеобщих выборах 1741 года, и Уолпол был не в состоянии обеспечить уверенное большинство. Уолпол попытался откупиться от принца, обещая увеличить ему содержание, и предложил расплатиться с его долгами, но Фредерик отказался. Из-за того что его поддержка была размыта, Уолполу пришлось уйти в отставку в 1742 году, после более чем 20 лет пребывания в должности. Его заменил Спенсер Комптон, граф Уилмингтон, кандидатуру которого Георг первоначально рассматривал на должность премьер-министра в 1727 году. Граф Уилмингтон, однако, был лишь номинальной фигурой; фактическая власть принадлежала другим, прежде всего лорду Джону Картерету, любимому министру Георга после Уолпола. После смерти Уилмингтона в 1743 году, его место во главе правительства занял Генри Пелэм, с которым у Георга нарастали противоречия. Причиной тому было то, что он продолжал постоянно советовался с Картеретом и не принимал во внимание давление со стороны других министров, которые требовали включить Уильяма Питта старшего в состав правительства, что расширило бы базу поддержки правительства. Король не любил Питта, потому что ранее тот выступал против политики правительства и критиковал принятые им решения, рассматривая их как про-ганноверские. В феврале 1746 года Пелэм подал в отставку. Георг попросил Уильяма Палтни и Джона Картерета сформировать правительство, но менее чем через 48 часов, те вернули должностные печати, так как были не в состоянии обеспечить достаточную поддержку в парламенте. Пелэм вернулся на пост премьер-министра, одержав триумфальную победу, и Георг был вынужден назначить Питта министром.
Французские противники Георга поддержали якобитское восстание. Якобиты были сторонниками католического претендента на британский престол, Джеймса Фрэнсиса Эдуарда Стюарта, которого часто называли «Старым Претендентом». Этот претендент был сыном Якова II, который был свергнут в ходе Славной революции в 1688 году. Два предыдущих восстания в 1715 и 1719 не были успешны.
Правительство Франции решило ослабить противника войной на её территории и предоставило якобитам 10 000 солдат, а также оружие для 10 000 добровольцев. Также было решено высадить войска претендента у города Мэлдон в районе Эссекса, не патрулировавшемся британским флотом, и после высадки армия под командованием Морица Саксонского должна была пополниться за счёт сторонников свергнутой династии. Кроме этого, в Шотландию направлялся экспедиционный корпус под началом лорда-маршала Джорджа Кейта. Эти планы держались втайне от наследников Якова II, и о них кроме французов знали только 6 представителей Тори.
В июле 1745 года сын «Старого Претендента», Карл Эдуард Стюарт, известный в народе как «Бонни Принц Чарли» или «Молодой Претендент», высадился в Шотландии, где у него была значительная поддержка. Георг, который проводил лето в Ганновере, и вернулся в Лондон в конце августа. Британские войска потерпели серьёзное поражение от якобитов в сентябре в битве при Престонпансе. Затем якобиты переместились на юг Англии. Якобитам не удалось получить дополнительную поддержку от населения, и французы нарушили данное обещание помощи. Утратив боевой дух, якобиты отступили обратно в Шотландию. 16 (27) апреля 1746 года, Карл Стюарт столкнулся с известным военачальником Вильгельмом Августом, герцогом Камберлендским, сыном Георга, в сражении при Каллодене, последнем полевом сражении на территории Британии. Якобиты были разгромлены правительственными войсками. Карл сбежал во Францию, но многие из его сторонников были схвачены и казнены. Якобитство было разгромлено; после этого не было ни одной попытки восстановить династию Стюартов. Война за австрийское наследство продолжалась до 1748 года, когда Мария-Терезия была признана эрцгерцогиней Австрии. Празднование Ахенского мира прошло в Грин-парке, Лондон; по этому поводу Гендель написал «Музыку фейерверка».

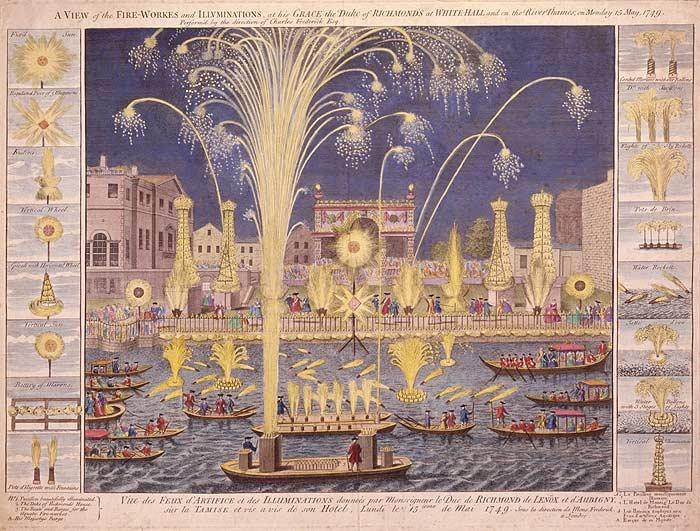
Фейерверк на Темзе

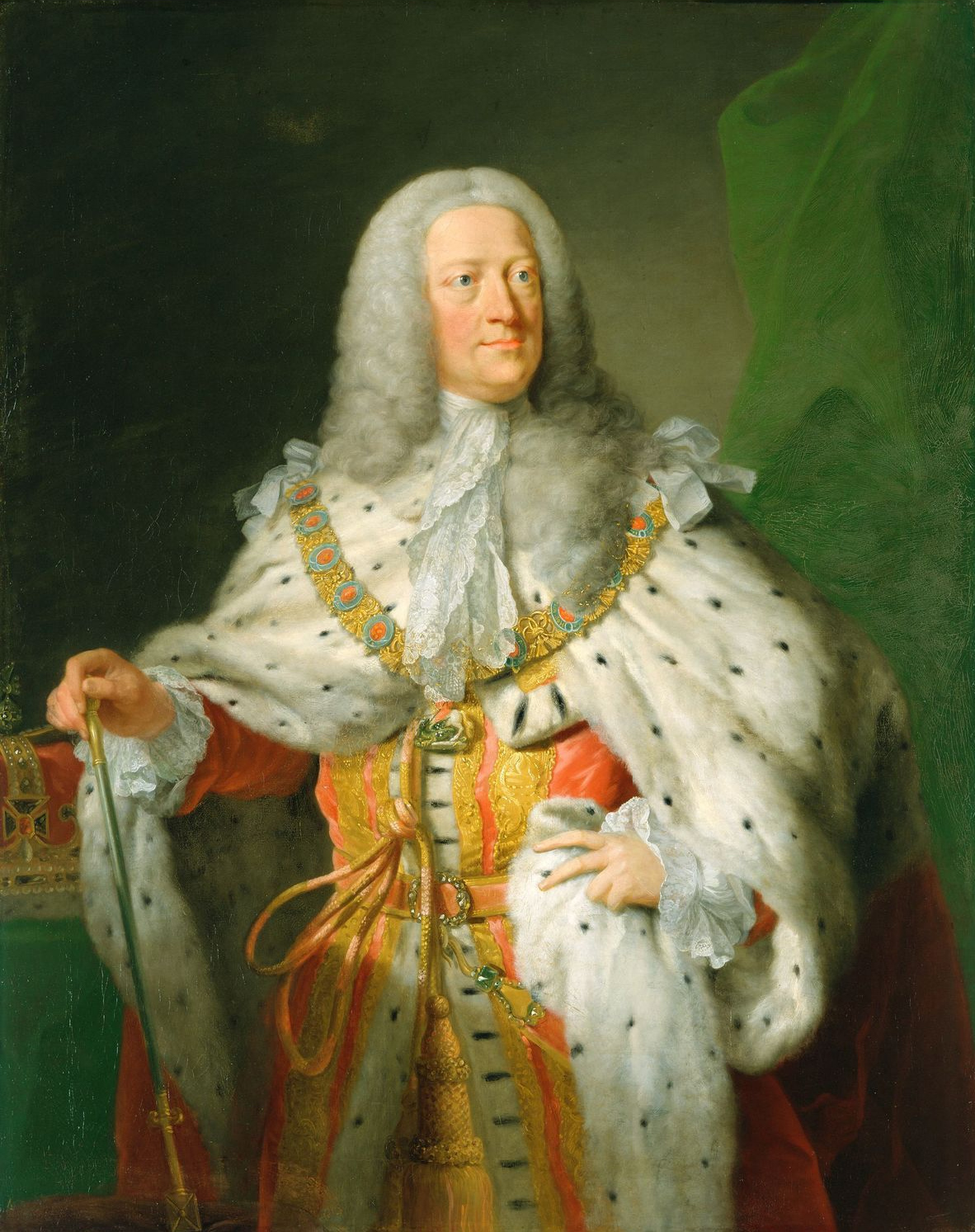
Портрет Георга II работы Джона Шеклтона, после 1755 года

На всеобщих выборах 1747 года, принц Уэльский вновь поддержал оппозицию, но партия Пелэма уверенно выиграла выборы. Как и его отец до него, принц принимал оппозиционеров в своем доме на Лестер-сквер. Когда принц Уэльский скоропостижно скончался в 1751 году, его старший сын, принц Георг, стал наследником. Новый Акт о регентстве 1756 года сделал вдову Фредерика регентом при её сыне до достижения им совершеннолетия. В случае смерти Георга II содействовать ей в этом должен был совет во главе с сыном короля Вильгельмом Августом. Король составил новое завещание, которое гласило, что Вильгельм Август также должен быть единственным регентом Ганновера. После смерти дочери Георга Луизы в конце года, Георг написал: «Это был роковой год для моей семьи. Я потерял старшего сына — но я рад этому… Теперь ушла Луиза. Я знаю, что не любил своих детей, когда они были младше. Я ненавидел, когда они вбегали в мою комнату; но теперь я люблю их, как большинство отцов». В 1754 году Генри Пелэм умер, его преемником стал старший брат Томас Пелэм, герцог Ньюкасла.

### Внешняя политика
Хотя король стремился к войне в Европе, его министры были более осторожны. Англо-испанская война была доведена до конца, и Георг безуспешно требовал от Уолпола присоединиться к войне за польское наследство на стороне Священной Римской империи.

#### Война за ухо Дженкинса
Против желания Уолпола, но к радости Георга, Великобритания вступила в войну за ухо Дженкинса с Испанией в 1739 году. Война Великобритании с Испанией стала частью войны за Австрийское наследство, разразившейся после смерти императора Священной Римской империи Карла VI в 1740 году. Причиной конфликта стал спор о праве дочери Карла, Марии-Терезии, на наследование австрийских владений. Георг провел лето 1740 года и 1741 года в Ганновере, где он имел больше возможностей непосредственно вмешиваться в европейскую дипломатию в качестве курфюрста.

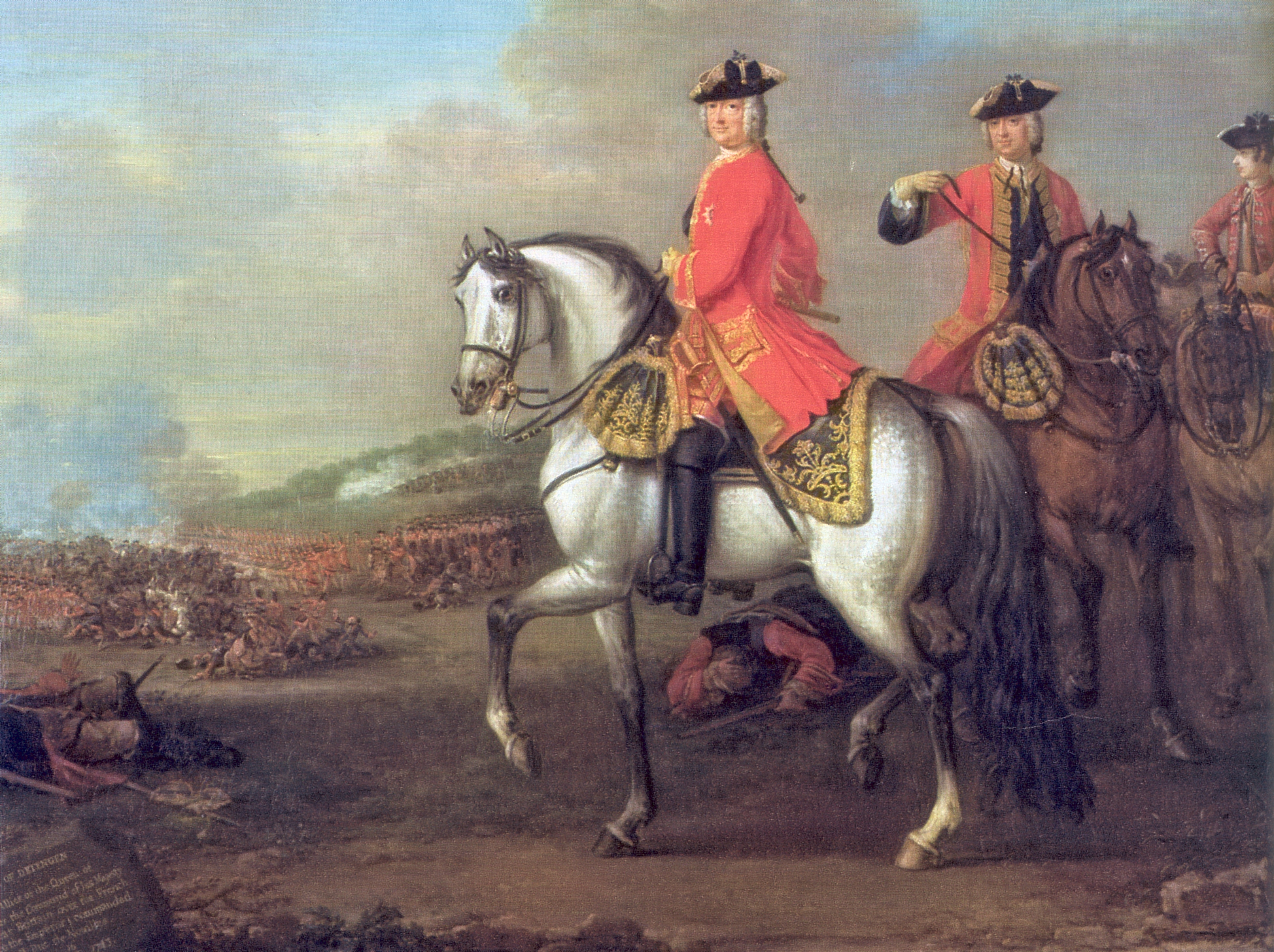
Георг во время Деттингенского сражения в 1743 году, работа Джона Вутона

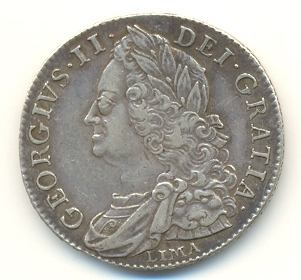
Монета в полкроны с профилем Георга II, 1746 год. Надпись гласит: GEORGIUS II DEI GRATIA (Георг II милостью Божьей). Слово LIMA под изображением короля означает, что монета была отчеканена из серебра, изъятого из сокровищ испанского флота в Лиме, Перу, во время войны за австрийское наследство.

Про-военную фракцию возглавлял Картерет, который утверждал, что влияние Франции увеличится, если Мария Терезия не наследует австрийский престол. Георг согласился послать 12 тысяч гессенских и датских наемников в Европу — якобы для поддержки Марии Терезии. Не посоветовавшись с британскими министрами, Георг разместил их в Ганновере, чтобы предотвратить вход французских войск в Ганновер. Британская армия не принимала участия ни в одной крупной европейской войне уже больше 20 лет, и правительство плохо её содержало. Георг настаивал на большем упоре на профессионализм солдат и офицеров, и настаивал на продвижении по службе по заслугам, а не путём продажи чинов, но особых успехов Георг в этом не достиг. Союзные австрийские, британские, голландские, ганноверские и гессенские войска вступили в бой с французами в битве при Деттингене 16 (27) июня 1743 года. Георг лично возглавил войска, став последним британским монархом, лично ведшим войска в бой. Хотя многие были восхищены его действиями, война была непопулярна в британском обществе, так как оно чувствовало, что король и Картерет подчинил британские интересы ганноверским. Картерет потерял поддержку, и, к ужасу Георга, ушел в отставку в 1744 году.

#### Семилетняя война
Враждебность между Францией и Великобританией из-за колонизации Северной Америки оставалась прежней. Опасаясь французского вторжения в Ганновер, Георг заключил союз с Пруссией, врагом Австрии. А Россия и Франция заключили союз со своим бывшим врагом Австрией, совершив так назывемое «переворачивание альянсов». Французское вторжение на контролировавшийся Британией остров Менорка привело к началу Семилетней войны в 1756 году. Общественное беспокойство из-за британских неудач в начале конфликта привело к отставке Томаса Пелэма и назначению Уильяма Кавендиша, герцога Девонширского, на пост премьер-министра и Уильяма Питта Старшего на пост Государственного секретаря южного департамента (в его зоне ответственности была Южная Англия, Ирландия, Уэльс и американские колонии). В апреле следующего года Георг уволил Питта, пытаясь сформировать более подходящее себе правительство. За последующие три месяца сформировать устойчивое правительство не удалось. В июне, граф Джеймс Уолдгрэйв, занял должность всего на четыре дня. В начале июля Питта вновь назначили на пост, и Пелэм вернулся на должность премьер-министра. В качестве государственного секретаря, Питт руководил военной политикой. Великобритания, Ганновер и Пруссия и их союзники Гессен-Кассель и Брауншвейг-Вольфенбюттель сражались против других европейских держав — Франции, Австрии, России, Швеции и Саксонии. У войны было несколько фронтов в Европе, а также в Северной Америке и Индии, где британское доминирование увеличивалось благодаря победам Роберта Клайва над французскими войсками и их союзниками в битве при Арко и в битве при Плесси.
Сын Георга Вильгельм Август, герцог Камберлендский, командовал войсками в Северной Германии. В 1757 году Ганновер был захвачен и Георг дал герцогу Камберлендскому полномочия для заключения сепаратного мира. Однако в сентябре Георг был в ярости из-за заключенной сыном Цевенской конвенции, которая, по его мнению, слишком благоприятствовала французам. Георг сказал, что его сын «погубил меня и опозорил себя». Герцог Камберлендский по собственной воле ушел в отставку, а Георг разорвал соглашение на том основании, что французы нарушили его, разоружив гессенские войска уже после прекращения огня.
В 1759 году (известном также как annus mirabilis) британские войска захватили Квебек и Гваделупу. Французский план вторжения в Британию был расстроен после морских сражений при Лагосе и в бухте Киберон, а возобновленное французское наступление на Ганновер было остановлено совместными британско-прусско-ганноверскими силами в сражении у Миндена.

### Итоги

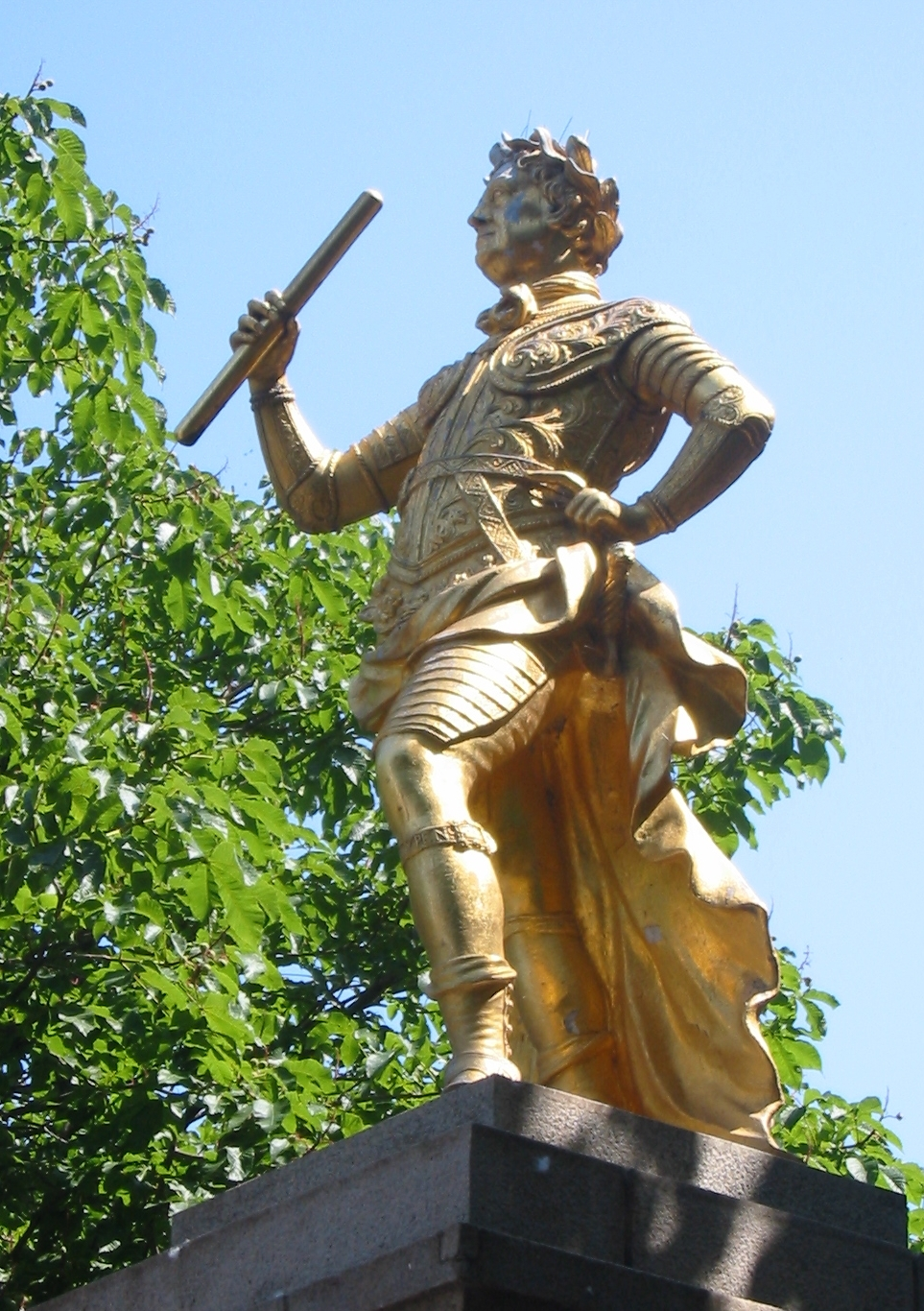
Статуя Георга II в городе Сент-Хелиер, Джерси.

Во время правления Георга II британские интересы распространились по всему миру, якобитская угроза уничтожена, а власть министров и парламента укрепилась. Тем не менее, в воспоминаниях современников, таких как лорд Джон Херви и Хорас Уолпол (сын Роберта Уолпола), Георг изображается как слабый шут, управляемый женой и министрами. Биографии Георга, написанные в девятнадцатом и первой половине двадцатого века, опирались на эти предвзятые мнения. В последней четверти XX века научный анализ сохранившейся переписки показал, что Георг не был столь неумелым и бездарным, как считалось ранее. Георг снабжал письма министров комментариями и замечаниями, которые позволяют заключить, что Георг имел полное представление о внешней политике и испытывал к ней интерес. Ему часто удавалось предотвратить назначение министров или полководцев, которых он не любил, или оттеснить их на менее значимые должности. Эта научная переоценка наследия Георга II, однако, не устранила полностью его общественное восприятие как «слабый смехотворный король». Его скупость часто выставляется на посмешище, но его биографы отмечают, что скупость предпочтительнее расточительности. Джеймс Колфилд, граф Шарлемон, извинял вспыльчивость Георга, объясняя, что искренние чувства лучше, чем обман: «Его нрав был горяч и стремителен, но сам он был добродушным и искренним. Неискушенный в королевском таланте притворства, он всегда был таким, каков есть. Он мог обидеть, но он никогда не мог обмануть». Лорд Джеймс Уолдгрейв писал: «Я глубоко убежден, что в будущем, когда время уже смоет эти пятнышки и пятна, которые пятнают даже Солнце, и от которых ни один человек не свободен, он займет своё место среди тех королей, под чьим правлением люди наслаждались наибольшим счастьем. Георг, возможно, не сыграл важную роль в истории, но его влияние было важным и он укрепил конституционное правительство». Элизабет Монтегю сказала о нём: «с ним наши законы и свободы были в безопасности, он обладал значительным доверием своего народа и уважением иностранных государств, а уравновешенность его характера позволила ему пользоваться большим влиянием в неспокойные годы… Его личность не станет предметом эпоса, но будет хорошо выглядеть на страницах истории».

## Правление Георга III (1760—1800)

### Внутренняя политика

#### Конфликт короны с парламентом
Деннинг предложил свои знаменитые резолюции относительно увеличения влияния короны. При посредстве лорда Терло Георг попытался было вступить в соглашение с оппозицией, но потерпел полную неудачу вследствие сдачи армии лорда Корнуоллиса. В марте 1782 г. Норт вышел в отставку. Ещё раз король попал под ненавистную ему власть вигов. Во время короткого второго министерства Рокингэма он вынужден был согласиться на признание американской независимости и хотя нашёл лорда Шелбэрна более уступчивым, но коалиция Фокса и Норта, образовавшаяся в 1783 г., вступила в управление с явным намерением сломить королевскую власть. Георг решился апеллировать к стране: посредством неконституционных личных угроз всем членам палаты лордов он добился того, что внесенный Фоксом билль о национализации Ост-Индской компании был отвергнут. Министры вышли в отставку и после того, как Питт Младший, новый первый министр, мужественно выдержал борьбу с большинством в палате общин, парламент был распущен (1784). Выборы констатировали полную победу короны над вигской олигархией. Последовал период значительного материального прогресса, в течение которого превосходное управление Питта снискало короне большую популярность. В 1788 г. король впервые подвергся умственному расстройству, но скоро выздоровел.

### Внешняя политика

#### Война за независимость США(1775—1783)
При таком положении дела министерству Гренвилла, сменившему министерство Бьюта, пришла мысль открыть себе новые источники доходов в североамериканских колониях. В марте 1765 года оно ввело Закон о гербовом сборе. Колонии с негодованием отвергли произвольные распоряжения правительства. Когда несколько лет спустя на ту же дорогу вступило торийское министерство Норта, колонии открыто восстали против Англии. 4 июля 1776 году конгресс колоний провозгласил независимость 13 Соединенных штатов. Война в это время была уже в полном ходу. Сначала успех был на стороне англичан, американская армия, не имевшая боевого опыта, представляла собой скорее народную милицию; но моральный уровень её был значительно выше, чем у английских войск. В ходе войны американская армия быстро совершенствовалась, с успехом применяя действия в рассыпном строю против английских линейных боевых порядков. Успешно действовал американский флот. Крупная победа американских войск под Саратогой (октябрь 1777) наметила перелом в ходе войны. Победе способствовала международная обстановка: в 1778 году штаты заключили союз с Францией, которая воспользовалась этим случаем, чтобы отомстить своей сопернице, и в 1779 году привлекла к участию в войне также и Испанию. Сверх того, по инициативе России, северные морские державы образовали «вооруженный нейтралитет» для защиты своих взаимных торговых интересов. Лондонский кабинет пришёл в такое раздражение, что объявил войну Голландии за её намерение присоединиться к союзу северных держав. В октябре 1781, после поражения англичан при Йорктауне, перевес в пользу штатов стал значительным. 30 ноября 1782 был подписан отдельный мир с колониями, за которыми признана полная независимость, а в сентябре 1783 заключен общий мир в Версале. Англия должна была выдать обратно Испании — Флориду и Минорку, а Голландии — Суматру.

#### Ирландские реформы (1778—1783)
К концу XVIII века протестанты-парламентарии в Ирландии стали выступать за более справедливые отношения между Англией и Ирландией. Напрасно британский кабинет пытался успокоить бурю некоторыми торговыми льготами; в 1782 г. британский парламент принужден был отменить законы 1720 г. («the Sixth of George I»), подчинявшие ирландский парламент постановлениям британского. Вместе с тем была ограничена власть наместника, что придало Ирландии большую политическую самостоятельность. Другого рода беспорядки потрясли Англию и Шотландию.
Бунт лорда Гордона. С картины Джона Симора Лукаса
Принятые парламентом в 1778 г. облегчительные меры по отношению к католикам, в которых народ увидел опасность для протестантской религии, вызвали в Лондоне возмущение черни; беспокойные элементы зашевелились и в Шотландии.
Парижский мирный договор усилил неудовольствие. Ввиду сильной оппозиции, поднявшейся в парламенте, преданное королю правительство Шелберна ушло в отставку, и его место заняло коалиционное министерство Фокса (вождя вигов) и Норта. Этот неестественный союз между двумя государственными людьми столь противоположного образа мыслей встретил решительного противника в самом короле, который поставил во главе управления знаменитого Уильяма Питта младшего.

#### Колонии и политическое развитие (1784—1792)
Питт, став премьером, прежде всего обратил внимание на положение дел в Индии. Вспыхнувшая во время североамериканского восстания война с маратхскими правителями и войны с майсурским раджой Гайдар-Али и его преемником Типу-Султаном были завершены, и майсорцы должны были возвратить все свои завоевания. Ост-Индская компания, впавшая вследствие войны в громадные долги, принуждена была подчиниться постановлению парламента от 1784 года, который учредил над её директорами и акционерами наблюдательное ведомство (контрольное управление по делам Индии) из шести лиц, назначаемых королём. За новое восстание в 1789 году Типу-Султан поплатился половиной своих владений и тяжёлой военной контрибуцией. В этом, равно как в открытиях Кука в Австралии, имевших своим последствием основание новых колоний в Новом Южном Уэльсе, Англия нашла себе некоторое вознаграждение за потери в Северной Америке.
В самом парламенте оппозиция вигов, руководимая такими блестящими талантами, как Эдмунд Бёрк и Фокс, задумала целый ряд либеральных политических реформ. Её благим намерениям неожиданно положен был конец Французской революцией, которая заставила имущие классы забыть свои прежние раздоры и теснее сомкнуться вокруг правительства. В старой партии вигов произошёл глубокий раскол: более умеренные члены её под предводительством Бёрка отделились от своих единомышленников и искали сближения с тори. Партия Фокса растаяла и утратила всякое влияние на дела.

#### Французские революционные войны(1792—1797)
Однако, только в декабре 1792 г., после захвата Бельгии Французской республикой, Великобритания решилась отказаться от своего нейтралитета. Сигналом к взрыву послужила казнь Людовика XVI. Немедленно по получении этого известия французский посланник был выслан из Лондона, а Конвент ответил на это 1 февраля 1793 г. объявлением войны Англии и Нидерландам, а 7 марта — и Испании. В то время как на материке победа везде оставалась за французами, Англия торжествовала на море. Она почти совершенно вытеснила французов из Ост— и Вест-Индии и отняла у Батавской республики её ост-индские владения, мыс Доброй Надежды и так далее. Для подавления внутренних беспорядков парламент разрешил министерству приостановить действие Habeas Corpus и принял многие другие исключительные законы.
После Кампо-Формийского договора 1797 года Англия осталась единственной воюющей с Францией державой. К войне добавились внутренние волнения. Среди матросов Флота Канала вспыхнул бунт; народ страдал от дороговизны и голода, Английский банк приостановил размен банковых билетов.

#### ПротивостояниеФранцузской республике
В 1799 г. против Франции составилась новая коалиция. Успехи французов заставили Австрию и Россию, в союзе с южно-германскими государствами, взяться за оружие. В том же году в Нидерландах появилась русско-британская экспедиция под начальством герцога Йоркского, не имевшая, однако, успеха. Все усилия союзников приводили только к ещё более быстрому увеличению могущества противника. Уже в 1801 г. Австрия и Германия заключили Люневильский мир; Англия снова очутилась одна, без союзников. Несмотря, однако, на это, она отвергла мирные предложения Бонапарта и в возобновлении вооруженного нейтралитета между Россией, Швецией и Данией для взаимной защиты своей торговли от британских насилий усмотрела прямое объявление войны. Нельсон получил приказ силой проложить себе проход через Эресунн и появиться в Балтийском море. В ответ на это Пруссия заняла своими войсками Ганновер.

## Преобразование королевства
Хотя победа Нельсона при Абукире несколько успокоила страх, навеянный французской экспедицией в Египте, но как раз в это время возбужденное состояние умов в несчастной Ирландии заставляло опасаться всего худшего. Уже с давних пор в этой стране существовал громадный католический союз «соединенных ирландцев» (United Irishmen), стремившийся при помощи Франции к низвержению английского господства. После нескольких неудачных французских экспедиций к берегам Ирландии правительство решило обезоружить союз и наказать его вожаков. Этот шаг вызвал кровавую междоусобную войну (восстание 1798 г.), длившуюся несколько месяцев.
Чтобы окончательно приковать Ирландию к Великобритании, Питт предложил в 1799 г. билль о слиянии ирландского парламента с английским, и хотя этот билль первоначально был отвергнут ирландцами, но на следующий год правительству удалось провести его при помощи подкупленного большинства. По новому закону 28 ирландских лордов, вместе с 4 епископами, должны были заседать в верхней, а 100 ирландских депутатов — в нижней палате. Оба государства были уравнены в правах, образовав Соединённое королевство Великобритании и Ирландии по Акту об унии 1800 года. В действительности семь восьмых ирландского населения, как католики, по-прежнему оставались лишенными всяких политических прав.
Таким образом, Королевство Великобритания ушло в историю с последним мгновением уходящего XVIII века. С наступлением нового XIX века вступил в силу акт об унии Великобритании и Ирландии, положив начало Соединённому королевству Великобритании и Ирландии.